# Theodor Stolojan
Theodor Dumitru Stolojan (Târgovişte, 24 de outubro de 1943) é um economista e político romeno. Foi primeiro-ministro de setembro de 1991 a novembro de 1992. Ele e sua esposa Elena têm um filho, Vlad Stolojan, e uma filha, Ada Palea.
Antes da Revolução Romena de 1989, trabalhou no Comitê de Planejamento Estatal, junto com Nicolae Văcăroiu, atual presidente do Senado da Romênia.